# Aulus Terentius Varro (Prätor)
Aulus Terentius Varro war ein dem plebeischen Geschlecht der Terentier entstammender Politiker und Feldherr der Römischen Republik des frühen 2. Jahrhunderts v. Chr. 184–183 v. Chr. kämpfte er erfolgreich auf der Iberischen Halbinsel.

## Leben
Möglicherweise war Aulus Terentius Varro ein Sohn des Konsuls Gaius Terentius Varro, der 216 v. Chr. an der für die Römer verheerenden Schlacht bei Cannae  gegen Hannibal teilnahm und entkommen konnte.
Die erste bezeugte amtliche Tätigkeit von Aulus Terentius Varro ist das Geleit, das er 189 v. Chr. einer vom Senat mit ihrem Friedensangebot abgelehnten Delegation der Aitoler von Rom zurück in ihre Heimat gab. 184 v. Chr. wurde er zum Prätor gewählt und hatte Hispania citerior zu verwalten. Die ihm zur Verfügung stehenden Truppenaufgebote gibt der römische Historiker Titus Livius nach einer annalistischen Quelle an. In seiner Provinz blieb er im Kampf gegen den iberischen Volksstamm der Suessetaner siegreich. Mit prorogiertem (verlängertem) Imperium blieb er auch im Folgejahr 183 v. Chr. auf der Iberischen Halbinsel, doch nennt Livius ihn in seinem nunmehrigen Amt einmal Prokonsul und an anderer Stelle Proprätor. Jedenfalls glückten ihm auch 183 v. Chr. erfolgreiche Kämpfe, diesmal gegen die Keltiberer. Anfang 182 v. Chr. endete seine militärische Tätigkeit in Spanien und er erhielt nach seiner Rückkehr nach Rom als Belohnung die Erlaubnis zur Feier eines kleineren Triumphes, einer Ovatio.
Für die spätere Zeit sind nur noch Gesandtendienste des Varro überliefert. Laut einer nicht unbedingt glaubwürdigen Notiz von Livius sei er 172 v. Chr. mit zwei weiteren Senatoren in diplomatischer Mission an den Hof des illyrischen Königs Genthios gereist. Nach dem römischen Sieg über den letzten makedonischen König Perseus war Varro 167 v. Chr. Mitglied jener zehnköpfigen Kommission, die den erfolgreichen vorjährigen Konsul Lucius Aemilius Paullus Macedonicus bei der Neuordnung Makedoniens unterstützte. Über seine weiteren Lebensumstände liegen keine Nachrichten vor.